# Государство Лаос
Государство Лаос — государство на полуострове Индокитай, образованное на оккупированной Японской империей территории французского Автономного протектората Лаос. Существовало с апреля по октябрь 1945 года.
Король Луангпхабанга Сисаванг Вонг был принуждён японцами в апреле 1945 года провозгласить независимость Лаоса. Однако 15 августа 1945 года Япония капитулировала, и Сисаванг Вонг изъявил желание вновь вернуть стране статус французского протектората.
В октябре 1945 Сисаванг Вонг был отстранён от власти движением Лао Иссара, которое провозгласило независимость страны и установило на территории Лаоса республиканскую форму правления.

## Предпосылки
22 сентября 1940 года японские войска вошли во Французский Индокитай. Это произошло при неохотном согласии властей Вишистской Франции, которые контролировали Индокитай после капитуляции Франции несколькими месяцами ранее. Последующая оккупация происходила постепенно, японские гарнизоны размещались по всему Индокитаю, который все еще находился под управлением французских губернаторов.
Ранее, в 1932 году, Плек Пибунсонгкрам, премьер-министр Сиама, сверг короля и установил в стране собственную военную диктатуру. Позже он переименовал страну в Таиланд, планируя объединить все народы тай, включая лаосцев, в одном государстве. Примерно в октябре 1940 года Таиланд, пользуясь слабостью Франции после событий предыдущего года, начал атаковать восточные берега Меконга между провинциями Вьентьян и Чампасак. В январе 1941 года это переросло в полноценное тайское вторжение. После первых побед тайцев их наступление застопорилось, а французы одержали большую морскую победу на Ко Чанге, что привело к тупиковой ситуации. При посредничестве японцев было заключено перемирие, и французское колониальное правительство было вынуждено уступить Таиланду провинции Чампасак и Сайнябули в Лаосе, а также провинцию Баттамбанг в Камбодже, что привело к окончанию войны.
Потеря территорий нанесла огромный удар по престижу Франции в Индокитае. Доминирующая лаосская провинция Луанг Прабанг (все еще называвшаяся Королевством Луангпхрабанг) потребовала суверенитета над всем Лаосом в качестве компенсации, и это предложение возглавил получивший французское образование наследный принц Сисаванг Ваттхана. Секретный французский доклад от марта 1941 года признавал националистические устремления народа Лаоса, но опасался, что королевский дом Чампасак может пойти на союз с Таиландом, если окажется в подчинении у другого королевского дома. Территориальные потери уже ослабили позиции Франции в регионе. 21 августа 1941 года Саванг Ваттхана и верховный резидент Морис Рокес подписали соглашение, которое присоединяло провинции Сиангкхуанг и Вьентьян к Королевству Луангпрабанг и ставило протекторат на одну ступень с Камбоджей и Аннамом. Возобновление внимания к Лаосу также привело к значительной модернизации администрации королевства, а французы заявили, что не будут возражать против дальнейшего расширения королевства на юг. Принц Петсаратх стал первым премьер-министром, а новый консультативный совет при короле Сисаванг Вонге возглавил Саванг Ваттхана.
Чтобы сохранить поддержку и избавиться от тайского влияния, генерал-губернатор Индокитая Жан Деку поощрял рост лаосского националистического движения, Движения за национальное обновление, которое стремилось защитить территорию Лаоса от тайской экспансии. Во французском отчёте говорилось: "Если правительство протектората не преуспеет в создании автономной лаосской идентичности — по крайней мере, среди тех, кто получил образование, — то они будут всё более притягиваться к соседней стране, и эта ситуация создаст новые трудности". В этот период в Лаосе было построено больше школ, чем за последние 40 лет, а Французский институт Дальнего Востока даже был переименован в "Храм национальной идеи Лаоса". В январе 1941 года движение также начало печатать пропагандистскую газету Lao Nyai ("Великий Лаос"), в которой осуждалась политика Таиланда в отношении лаосского народа и уступленных земель, а также поощрялось чувство самобытности в Лаосе. В ней проводились поэтические конкурсы, воспевающие культуру и историю Лаоса, а также колонки, в которых рассказывалось о "славном происхождении" современных лаосцев от времен Лансанга. Однако газете не разрешалось выходить за рамки официальной французской политики или становиться откровенно националистической. Газета также освещала передвижения короля Сисаванга Вонга, который, воодушевленный расширением своего королевства и тайными французскими заверениями в дальнейшем расширении, совершил поездки в несколько южных городов, включая Чампасак, по пути в Пномпень в 1941 году. На юге страны в конце войны, в 1944 году, образовалось движение Лао-Сери, которое, в отличие от Движения за национальное обновление, не поддерживало французов и провозгласило политику "Лаос для лаосцев", направленную на достижение полной независимости.

## Становление и падение
В 1944 году произошло освобождение Парижа, и в это же время японские войска потерпели значительное поражение на Тихоокеанском фронте. Пытаясь заручиться поддержкой коренных индокитайцев, Япония в марте 1945 года отменила французский контроль над своими индокитайскими колониями. Большое количество французских чиновников в Лаосе было заключено в тюрьму или казнено японцами. Ярко выраженный профранцузский король Сисаванг Вонг также был заключен в тюрьму, японцы и принц Петсаратх вынудили его объявить о прекращении французского протектората над его королевством, одновременно приняв страну в Великую Восточноазиатскую сферу сопроцветания 8 апреля 1945 года. Принц Пхетсаратх остался на посту премьер-министра в новом, формально независимом марионеточном государстве.
После капитуляции Японии в августе король Сисаванг Вонг договорился с французами о намерении вернуть Лаосу прежний статус французской колонии вопреки настояниям принца Пхетсарата, который разослал телеграмму всем губернаторам лаосских провинций, уведомляя их о том, что капитуляция Японии не влияет на статус Лаоса как независимого государства, и предупреждая их о необходимости противостоять любому иностранному вмешательству. 15 сентября Пхетсаратх также провозгласил объединение со страной и южными лаосскими провинциями Индокитая, что привело к тому, что 10 октября король отстранил его от должности премьер-министра.
Принц Пхетсаратх и несколько других лаосских националистов в условиях вакуума власти сформировали движение Лао Иссара, которое взяло под контроль правительство и подтвердило независимость страны 12 октября 1945 года.